# Требака

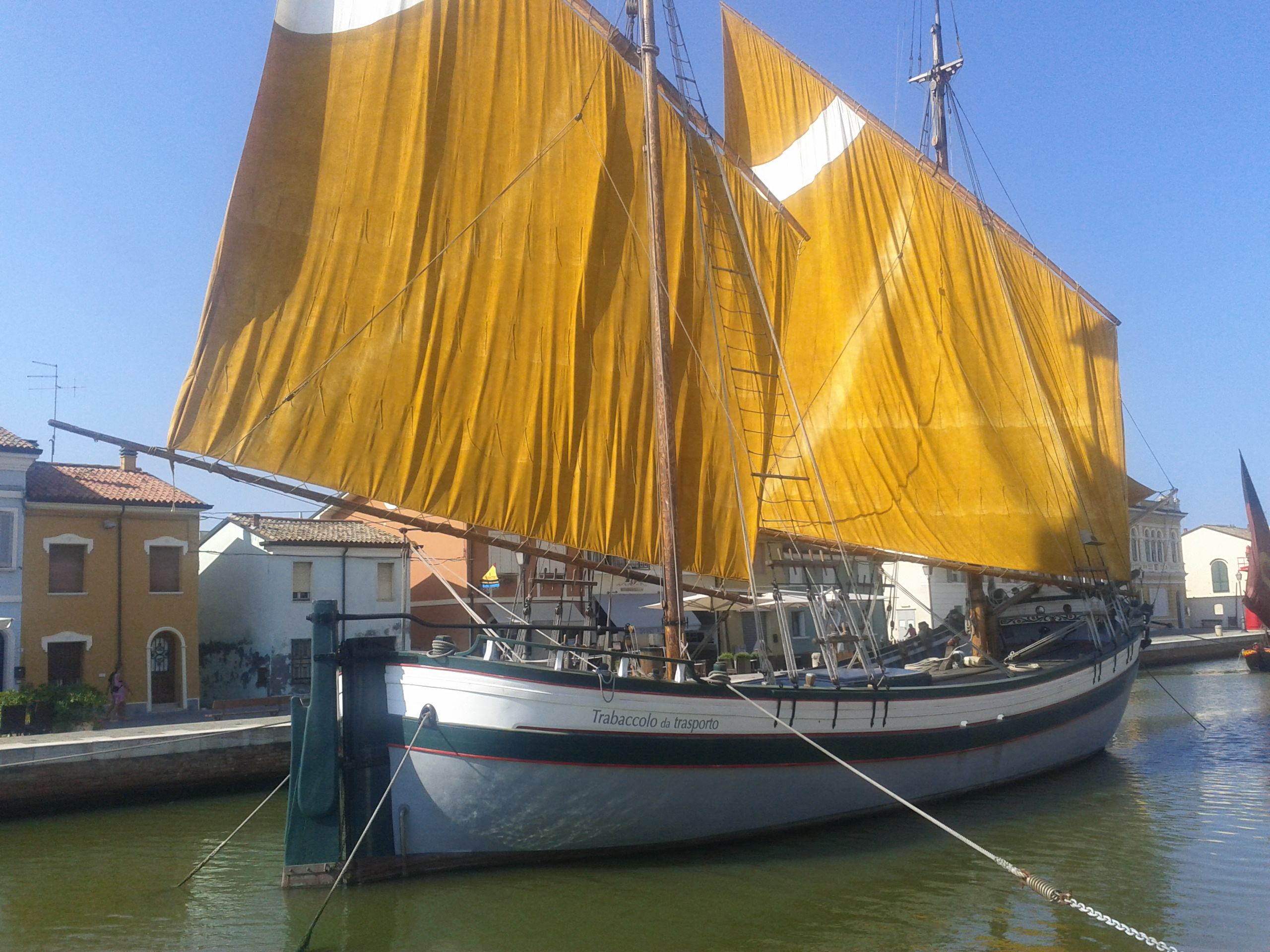
Требака в «Museo della Marineria» в Чезенатіко, Італія

Треба́ка, трабаколо (італ. trabaccolo) — морське вітрильне судно, мало 2 щогли з косими вітрилами, було поширене на Середземномор'ї на початку XVII ст.